# Kristalwater

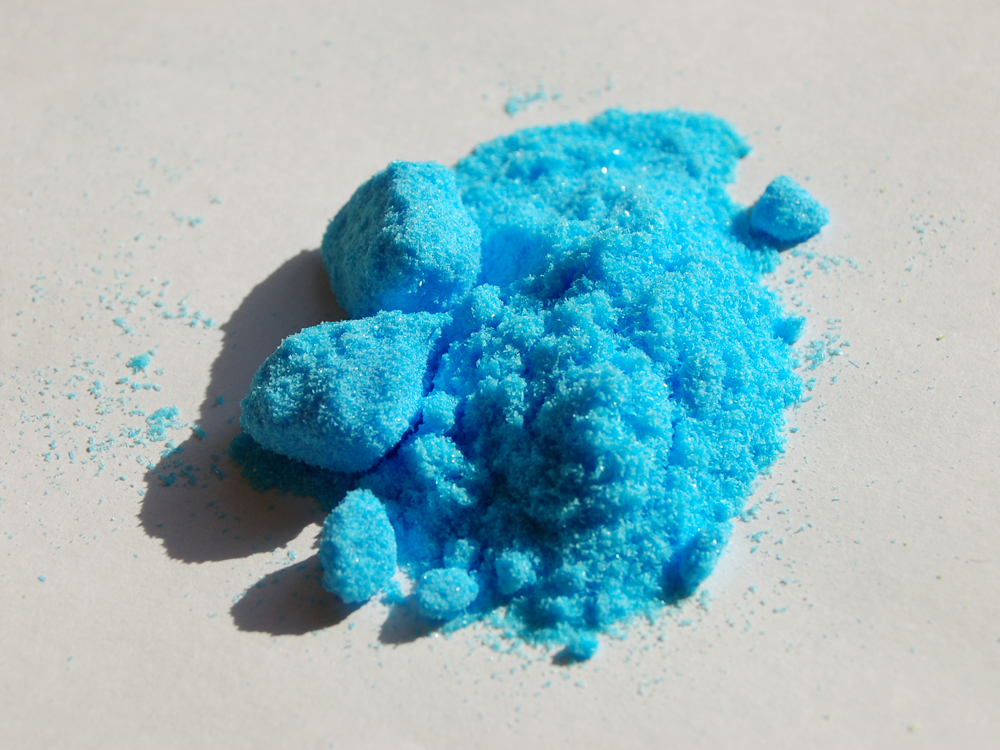
Kristalwater geeft de hydraatvorm van kopersulfaat zijn blauwe kleur.

Kristalwater is water dat als ligand is opgenomen in het kristalrooster van een chemische stof. De moleculen kristalwater worden in de molecuulformule meestal achter een punt aangegeven. Kristalwater komt veel in zouthydraten voor, in mineralen, kristallen van eiwitten, maar ook in kristallen van polaire organische stoffen. Het gebeurt vaak dat wanneer oplossingen tot samengestelde stoffen kristalliseren de moleculen van het oplosmiddel in het kristal worden opgenomen. Dat is vanuit een waterige oplossing dus water, maar in bijvoorbeeld vloeibare ammoniak gebeurt vaak hetzelfde met ammoniakmoleculen.
Een hydraat is een stof waar kristalwater in is opgenomen. Dezelfde stof zonder enig kristalwater noemt men dan een anhydraat. De aanwezigheid van kristalwater kan aanzienlijke invloed hebben op de eigenschappen, zoals de kleur en hardheid, van de vaste stof. In feite is het hydraat eenvoudigweg een andere chemische verbinding: de watermoleculen zijn chemisch gebonden. Kristalwater kan voorkomen bij zouten en zuren. Sommige zuren zijn alleen als hydraat te isoleren, zoals hexafluorkiezelzuur dat met twee moleculen kristalwater als vaste stof te kristalliseren is, maar zonder dat water ontleedt. Veel zouten kennen meerdere hydraten. Het bekende diepblauwe kopersulfaat bijvoorbeeld is een pentahydraat met vijf moleculen H2O per formule-eenheid. Bij verhitting verliest het zijn water in een aantal stappen:
CuSO4 · 5H2O → CuSO4 · 3H2O → CuSO4 · H2O → CuSO4
Elk van deze stoffen is een vaste stof met zijn eigen kristalstructuur en ook de kleuren zijn verschillend. Het anhydraat CuSO4 is bijvoorbeeld wit, maar verkleurt weer tot blauw bij blootstelling aan vocht.
Een ander bekend voorbeeld van de opname van water in een vast kristalrooster is het uitharden van gips. Het gepoederde hemihydraat van calciumsulfaat 2CaSO4·H2O wordt gemengd met vloeibaar water en in een vorm gegoten. Vervolgens wordt het water opgenomen via de reactie:
(2CaSO4 · H2O) + H2O → 2(CaSO4 · H2O)
Hiermee verdwijnt het vloeibare water en blijft alleen een uitgeharde vaste stof (het dihydraat) over.
De meeste stoffen met kristalwater zijn dus 'droge' vaste stoffen, maar er zijn ook hydraten die een eigen smeltpunt hebben. In het algemeen is dat een veel lagere temperatuur dan die van het anhydraat. Zinkchloride in strikt droge vorm smelt bij 317 °C, maar de hydraten (er zijn er meer) smelten rond of onder kamertemperatuur.  Men zou kunnen zeggen dat deze stoffen 'oplossen' in hun eigen kristalwater, maar dat gaat voorbij aan het feit dat ook in de vloeistof de watermoleculen nog een sterke wisselwerking ondergaan met het chloride.
Eiwitkristallen nemen wanneer zij ontstaan ook veel watermoleculen op. De watermoleculen nemen daar deel aan het schema van waterstofbruggen dat een belangrijke kracht vormt die het kristal bij elkaar houdt. In kristallen van eiwitten vindt men vaak 1 gebonden watermolecuul per aminozuur in het eiwit, en wordt daarnaast nog een kleinere of grotere hoeveelheid ongeordend water aangetroffen in het kristal. Het totale deel van het eiwitkristal dat gevuld is met water bedraagt vaak tientallen procenten.